# Vitorchiano
Vitorchiano est une commune italienne d'environ 5 200 habitants, située dans la province de Viterbe, dans la région Latium, en Italie centrale.

## Géographie
Le centre de la municipalité de Vitorchiano se trouve à 70 km au Nord-Ouest du Colisée de Rome (à vol d'oiseau); à 7,7 km au Nord-Est du centre de Viterbe; à 18 km à l'Ouest de celui d'Orte.
Elle est située au pied des monts Cimins et s'étend vers la vallée de la Vezza.

## Histoire
Le site, perché sur un massif  de pépérin, est occupé depuis l'âge du bronze à partir du XIe siècle av. J.-C..
À l'époque étrusque, le bourg devait être une dépendance d'Orcla   de par son nom latin Vicus Orclanus qui seul nous est parvenu. Puis il devint Castrum romain, puis centre urbain fortifié.
Vers l'an 757, le dernier roi lombard Desiderius le fait rénover. 
En 1172, Viterbe amorce une phase d'expansion et annexe plusieurs territoires, mais la ville de  Vitorchiano  s'en déclare libre de tout lien en 1199, ce qui conduit à ce qu'elle soit militairement assiégée et dans l'obligation de demander l'aide de Rome. On ne connaît pas le déroulement des événements, mais en 1201 elle devient fief de cette dernière ville.
En 1232, les troupes de  Viterbe la dévastent. Ses défenses sont ensuite relevées et renforcées, mais la population fait alors un acte solennel et formel de soumission à Rome. Là aussi il nous manque des informations sur les événements, mais Vitorchiano obtient satisfaction, et à la suite de cet acte de fidélité  obtient le titre de "Terre loyale à Rome"; reçoit d'importantes exonérations fiscales; le droit d'ajouter "SPQR" à ses armoiries; d'utiliser la devise "Sum Vitorclanum castrum membrumque romanum" ("Vitorchiano château et partie de Rome"); le privilège de fournir dix  hommes à la garde capitoline (sous le nom de "Fedeli di Vitorchiano"). Ce dernier privilège s'est constamment exercé de 1267 à nos jours, où cette troupe est présente dans les manifestations officielles de la capitale, dans des costumes créés par Michel-Ange.
La présence d'une petite communauté juive et d'une synagogue dans Vitorchiano est attestée dans des documents d'archives, avant leur expulsion au XVIe siècle. Il reste un bâtiment appelé Maison du rabbin.
En 1793 s'installent des moines franciscains, et est bâtie attenante à leur couvent  l'église Saint-Antoine-de-Padoue. Vivaient déjà à l'extérieur de la ville des augustines depuis avant 1368, qui firent construire un monastère dans la cité en 1466, mais dont l'église fut terminée en 1533. La municipalité compte actuellement quatre  églises en activité ou non; un sanctuaire dédié à saint  Michel;  l'ancien monastère des  augustines, utilisé aujourd'hui comme auberge de jeunesse; le couvent franciscain avec sa propre église. 
Une ressource de la municipalité est le pépérin. En 1990, onze habitants de l'île de Pâques y vinrent pour promouvoir la restauration de leurs célèbres statues, et pour cela taillèrent un moaï coiffé d'un pukao, le tout en pépérin, faisant six mètres de long et pesant trente tonnes. C'est le seul Moaï visible en dehors de l'île de Pâques.

### Hameaux

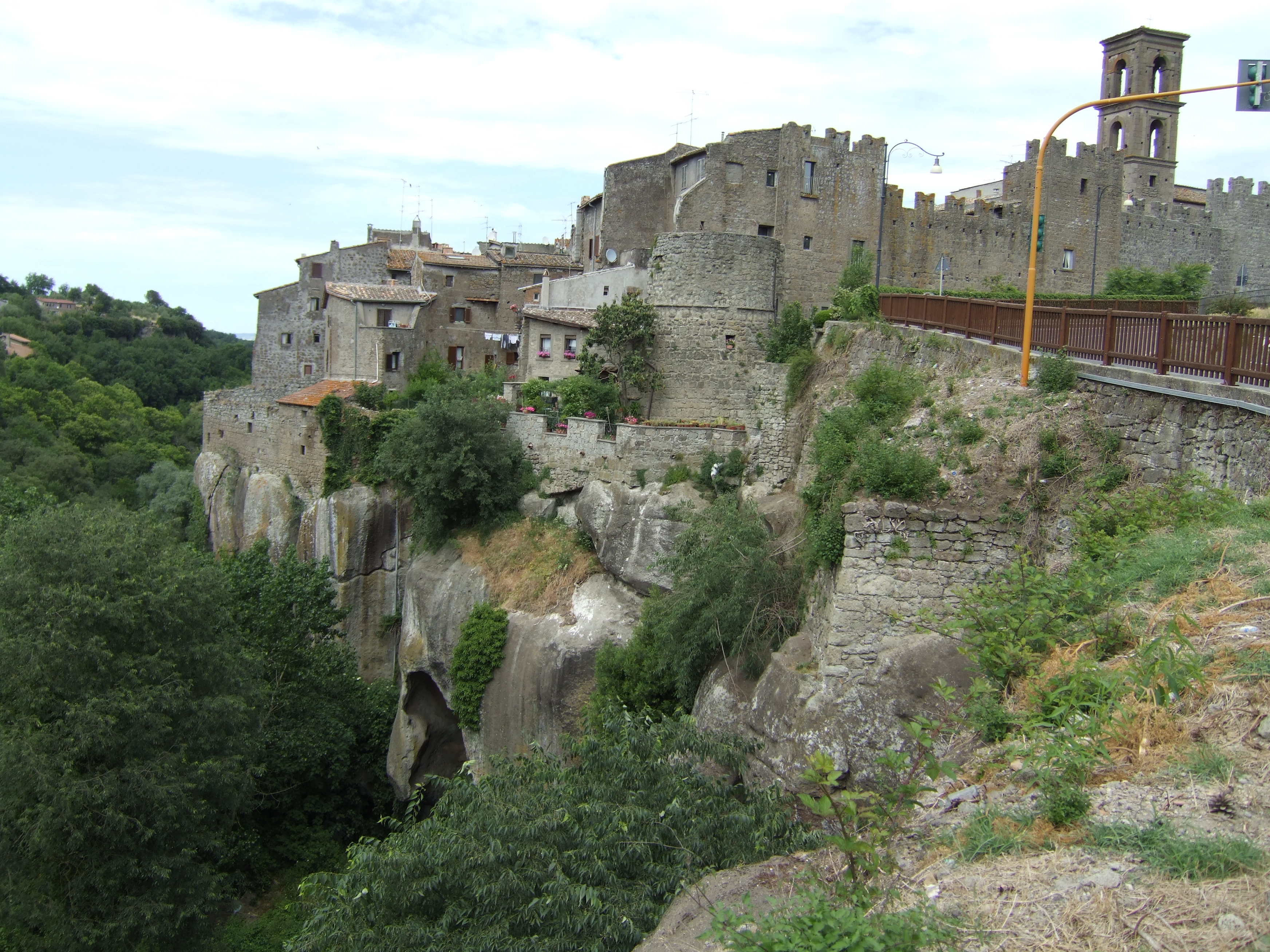
Vue de Vitorchiano

## Administration
| Période                                  | Période | Identité | Étiquette | Qualité |
| ---------------------------------------- | ------- | -------- | --------- | ------- |
|                                          |         |          |           |         |
| Les données manquantes sont à compléter. |         |          |           |         |

### Communes limitrophes
Bomarzo, Soriano nel Cimino, Viterbe (Italie)